# 'Ndrina Torcasio
La 'ndrina Torcasio è una cosca malavitosa o 'ndrina della 'ndrangheta calabrese di Lamezia Terme alleata dei Gualtieri, dei Cerra e dei Giorgi-Pizzata di San Luca, operanti a Capizzaglie di Nicastro.

## Storia

### Anni 2000 - Faida di Lamezia Terme
Nel 2000 scoppia una faida (faida di Lamezia Terme) che si trascina ancora oggi tra i Torcasio-Gualtieri-Cerra e gli Iannazzo-Giampà.
La faida ha prodotto decine di omicidi e vari tentati omicidi e la vittoria dello schieramento degli Iannazzo.
Nel 2015 con l'operazione Andromeda viene fatta luce sulla pace tra gli Iannazzo-Giampà ed i Torcasio-Gualtieri avvenuta anche grazie alla mediazione di clan del reggino.
- 5 giugno 2008 - operazione Effetto Domino contro gli Anello-Fruci, i Cerra-Torcasio-Gualtieri, gli Iannazzo e i Passafaro[6][7][8][9].
- Il 9 gennaio 2009 ha luogo a Lamezia Terme l'operazione Nuntius che porta all'arresto di 4 persone di spicco dei Torcasio per tentata estorsione ad un imprenditore. Sono fratelli Pasquale e Domenico Torcasio, il nipote Vincenzo Torcasio e il cugino Alessandro Torcasio[10].

### Anni 2010 - Le operazioni Dioniso, Chimera e Crisalide
- Il 14 maggio 2014 vengono arrestate 24 persone nell'operazione Chimera che operavano nello spaccio di droga a Capizzaglie ma anche traffico di armi e estorsioni[11].
- Il 28 ottobre 2014 ha luogo a Lamezia Terme l'operazione Chimera 2 che porta all'arresto di 18 persone: Pasquale Torcasio, Domenico Torcasio, Giovanni Torcasio, Federico Gualtieri, Nicola Gualtieri, Francesco Gualtieri, Giuseppe Rainieri, Luciano Cimino, Giancarlo Chirumbolo, Luciano Arzente, Nino Cerra, Angelo Francesco Paradiso,  Antonio Gualtieri, Cesare Gualtieri, Massimo Crapella,  Giuseppe Gullo, Nicola Gualtieri, Vincenzo Torcasio[12].
- Il 14 maggio 2015 si conclude l'operazione Andromeda vengono arrestate 32 persone tra cui l'imprenditore Franco Perri, titolare del più grande centro commerciale della provincia di Catanzaro: "I due mari", viene ricostruito l'omicidio del presunto boss Antonio Torcasio del 23 maggio 2003 e il tentato omicidio contro Vincenzo Torcasio ad opera degli Iannazzo e dei Cannizzaro-Daponte. Viene fatta luce anche sulla pace tra gli Iannazzo-Giampà ed i Torcasio-Gualtieri grazie alla mediazione di clan del reggino[5].
- Il 31 gennaio 2017 si conclude l'operazione Dioniso e vengono eseguiti 47 arresti (di cui 23 ai domiciliari) nei confronti di presunti affiliati dei Torcasio-Gualtieri-Cerra che avevano gestito fino ad ora tre piazze di spaccio a Lamezia Terme: Trempa, Ciampa di Cavallo e Capizzaglie, con cocaina fornita dagli Strangio di San Luca, e la marijuana da elementi criminali pugliesi e albanesi[13][14][15].
- Il 23 maggio 2017 si conclude l'operazione Crisalide che porta all'arresto di 52 presunti affiliati dei Cerra-Torcasio-Gualtieri accusati a vario titolo di traffico di droga, estorsione, danneggiamenti, possesso illegale di esplosivi e associazione mafiosa. Nel conseguente processo rilasciano a verbale ben 7 pentiti le dinamiche della 'ndrina[16][17].
- 8 giugno 2017: operazione Crisalide 2, 7 arresti contro i Cerra-Torcasio.[18]
- Il 17 ottobre 2018 la Guardia di Finanza sequestra beni del valore di 14 milioni di euro a presunti esponenti dei Cerra-Torcasio-Gualtieri e dei Giampà[19].
- Il 12 novembre 2018 si conclude l'operazione Quinta Bolgia della DDA che porta a 24 ordinanze di custodia cautelare per la cosca degli Iannazzo-Daponte-Cannizzaro e Giampà che fanno riferimento a Vincenzo Torcasio ma anche per due esponenti politici: il consigliere di Lamezia Terme Luigi Muraca e l'ex deputato Giuseppe Galati (deputato dal 1996 al 2018) e alcuni dirigenti comunali. Sarebbero accusati di essersi inseriti illecitamente nella gestione delle ambulanze, delle onoranze funebri e della fornitura di materiale sanitario dell'azienda sanitaria provinciale[20][21].
- Il 19 febbraio 2020 il Pubblico Ministero richiede l'archiviazione per Galati e il Gip di Catanzaro proscioglie l'ex parlamentare. L'archiviazione attesta, dunque, l'estraneità di Galati nella vicenda che ha coinvolto l'Asp di Catanzaro[22].
- Il 13 settembre 2019 si conclude l'operazione Crisalide 3 con 28 arresti nei confronti di presunti esponenti dei Cerra-Torcasio-Gualtieri accusati di associazione mafiosa, traffico di stupefacenti tra Lamezia Terme, Nicastro e San Luca ed estorsione[23][24][25].

### Anni 2020
Il 18 ottobre 2020 muore detenuto nel carcere di Parma al regime di 41-bis Nino Cerra (1948), condannato nei processi "Chimera" e "Dioniso" rispettivamente a 13 anni e a 14 anni di carcere.

## Alleati
- Gualtieri
- Cerra

## Organizzazione
- Antonio Torcasio - boss ucciso il 23 maggio 2003[27].
- Vincenzo Torcasio, detto Giappone - condannato nel processo "Andromeda" a 30 anni di carcere per omicidio del febbraio 2017; possiede una pagina Facebook con oltre 10 000 fan di cui è stata richiesta la chiusura[28].

## Esponenti di spicco
- Ottorino Raineri, in carcere.
- Antonio Grande (1982), arrestato nell'operazione Crisalide 3 del 2019.
- Nino Cerra, (1948 - 18 ottobre 2020), capo dell'omonima famiglia con base a Nicastro (ora quartiere di Lamezia Terme), si trasferisce negli anni '70 a Milano. Viene condannato nei processi "Chimera" e "Dioniso" rispettivamente a 13 anni e a 14 anni di carcere in regime di 41-bis. Morirà il 18 ottobre 2020 nel carcere di Parma[26].